# Altendorf (Zwitserland)

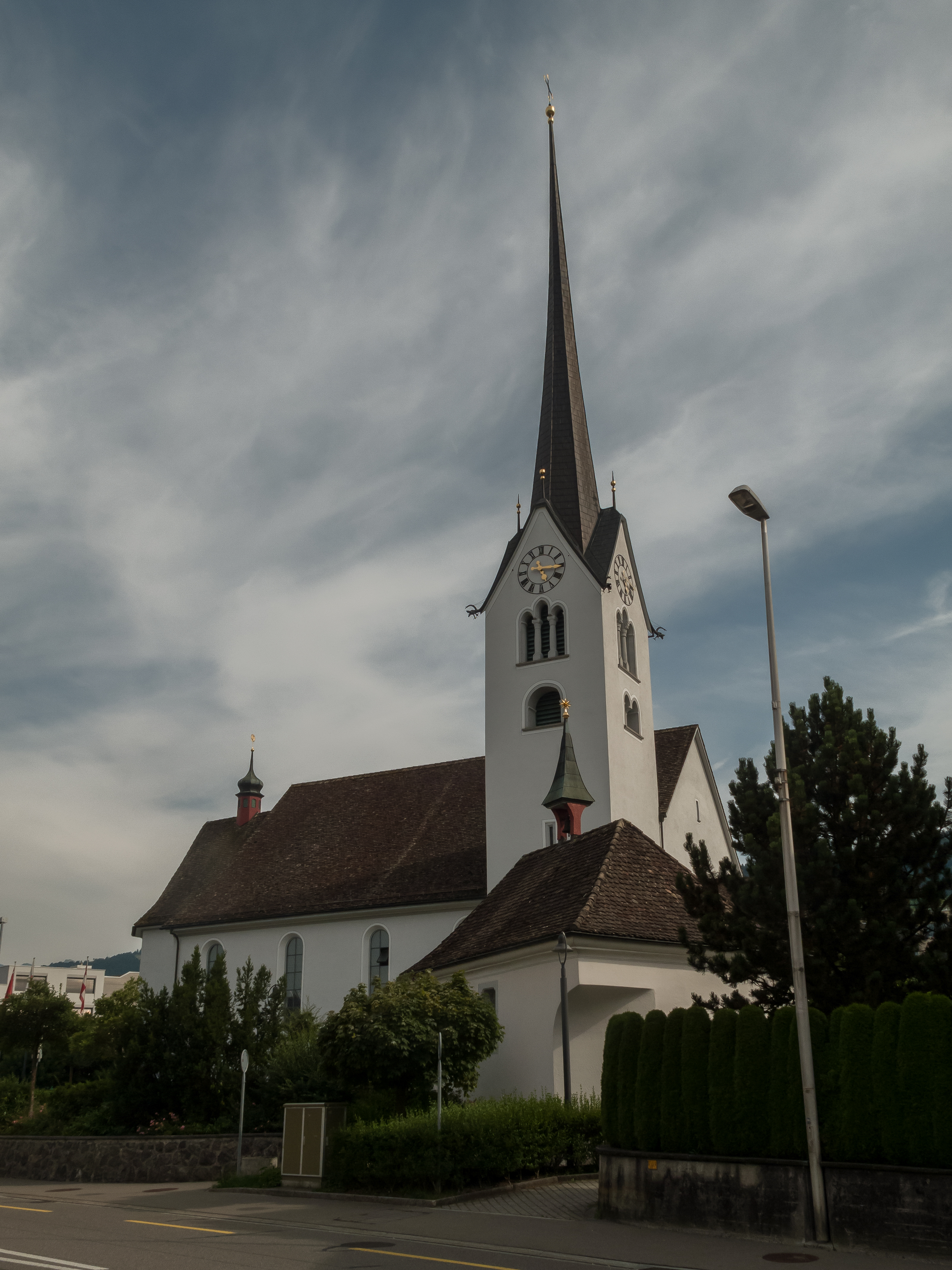
Altendorf, kerk: Pfarrkirche Sankt Michael

Altendorf is een gemeente en plaats in het Zwitserse kanton Schwyz, en maakt deel uit van het district March.
Altendorf telt 6.585 inwoners.

## Plaatsen in de gemeente
- Altendorf
- Seestatt
- Muschelberg
- Mittlisberg
- Schlipf
- Vorderberg
- Steinegg